# 北ホテル (テレビドラマ)
『北ホテル』（きたホテル）は、2003年から2005年まで日本テレビ系「火曜サスペンス劇場」で放送されたテレビドラマシリーズ。全4回。主演は古谷一行。
本項目では、事実上の同シリーズとしての作品である『幻の女』（第0作）も含めて、取り扱うものとする。 

## キャスト

### レギュラー
沢地慎吾
演 - 古谷一行
北海道小樽市忍路にある小さなホテル「北ホテル」の雇われ支配人。元警視庁刑事。沢地は刑事時代に都内で発生した営利誘拐事件で入江徳市を射殺する。入江が真犯人に身代金を受け取って来るよう指示されただけだったことが判明し責任を感じて辞職する。8年前、後妻の礼子と娘の真実を連れて小樽市に移住する。1年半前、礼子は男を作り家を出て行く。
片山薫
演 - 有森也実（第1作 - 第3作）
沢地と親しい診療所の医師。
多田
演 - 深水三章（第1作 - 第3作）
小樽警察署の刑事。
今井
演 - 四方堂亘（第1作・第3作）
同上。多田の部下。
沢地真実
演 - 垣内彩未
沢地の娘。実母・ミチヨは、真実が3歳の時に死亡。

### ゲスト
◆（北ホテルの宿泊客）
第0作「幻の女」（2003年）
- 奥野加世子（長井信用金庫 行員・入江の娘・本名「矢野和枝」） - 有森也実（少女期：鹿野裕香） ◆
- 沢地ミチヨ（沢地の先妻・故人） - 有森也実（二役）
- 島岡（刑事） - 中西良太
- 杉田敏江（北ホテルの手伝いをしている女性） - 石井トミコ
- 相馬健二（強盗事件の主犯格） - 李鐘浩
- 中尾武（強盗事件の共犯） - 林和義
- コンノ（北海道警察 刑事） - 岸端正浩
- 入江の親族 - 森山米次
- 所轄刑事 - 宇納侑玖、首藤健祐
- 看護師 - 賀屋直子
- 加奈（スナックのホステス） - 飯田未
- 西村良人の母 - 渡辺朋子
- 釣り客 - ささげ敏夫 ◆
- 入江薫（入江の娘・和枝の年の離れた妹・心臓を患っている） - 中島妙子（幼年期：船橋かりす）
- 入江徳市（季節労働者・10年前に沢地に射殺される） - 酒井敏也
- 吉村（刑事・沢地の元部下） - 塩見三省
- 沢地礼子（新宿のスナックのママ・沢地の後妻） - 増田惠子

第1作「小樽の海に潜む老夫婦が震えた 船火事と焦げた腕時計」（2004年）
- 山野恭一（ガラス職人・友紀の父） - 石田太郎
- 山野友紀（北ホテルのアルバイト） - 浅井江理名
- 朝倉千春（朝倉と冬美の娘・20年前行方不明） - 中村愛美
- 漁師 - 船木誠勝
- 山野理佐子 - 園英子
- 富岡敦志（倉庫業経営者） - 原田大二郎
- 鈴木（富岡の知人） - 梅津栄
- 朝倉冬美（朝倉の妻・末期がん） - 南田洋子 ◆
- 朝倉修平（東京からの観光客） - 長門裕之 ◆

第2作「小樽の海が見た喪服の女の嘘」（2004年）
- 坂下美奈子（矢野の婚約者） - 岩崎ひろみ ◆
- 村尾耕介（寿司屋「千鳥鮨」職人・婿養子） - 中本賢
- 吉野（刑事） - 前田耕陽
- 村尾圭太（沙絵の息子） - 齋藤隆成
- 村尾泰治（寿司屋「千鳥鮨」店主） - 八名信夫
- 矢野輝之（圭太の実父・耕介の同級生） - 美木良介 ◆
- 村尾沙絵（泰治の娘・耕介の妻） - 川島なお美

第3作「吹雪の原野が知るリストラに泣いた家族の転落人生!雪崩で閉じ込められた山荘の殺人劇」（2005年）
- 近藤孝志（丸屋デパート 従業員・本名「安岡真一」） - 大沢樹生 ◆
- 沢本愛子（川村の愛人） - 細川ふみえ ◆
- 和田弘志（本名「川村」） - 本宮泰風 ◆
- 田島俊也（木製おもちゃの職人・冴子の夫・数年前病死） - 乃木涼介
- 丸山亮介（丸山の孫・5歳） - 吉川史樹 ◆
- 加藤（運転手） - 古賀天馬
- 丸山春美（丸山の妻） - 田島令子 ◆
- 丸山誠治 - 西田健 ◆
- 野村洋介（調査会社の調査員） - 京本政樹（友情出演） ◆
- 近藤杏子（近藤の妻・本名「田島冴子」） - 中山忍 ◆

## スタッフ
- 脚本 - 深沢正樹（第0作）、いずみ玲（第1作・第2作）、尾崎将也（第3作）
- 監督 - 雨宮望（第0作）、山本厚（第1作・第2作）、松島哲也（第3作）
- 音楽 - 糸川玲子
- 撮影協力 - 小樽市、小樽フィルムコミッション（第1作 - 第3作）、北海道ロケーションサービス（第0作）
- 技術協力 - 映広（第0作）、ビデオスタッフ（第1作 - 第3作）
- 美術協力 - 日本テレビアート（第0作）
- チーフプロデューサー - 増田一穂（第0作）、梅原幹（第1作 - 第3作）
- 企画 - 酒井浩至
- プロデューサー - 前田伸一郎、森雅弘（第0作）、大野哲哉（第2作・第3作）、角田昇（第1作 - 第3作）、伊東雅子（第1作 - 第3作）
- 制作協力 - サンウィット（第0作）、アウル21（第1作 - 第3作）
- 制作著作 - 日本テレビ

## 放送日程
| 話数 | 放送日        | サブタイトル                                                                               | 脚本     | 監督     |
| ---- | ------------- | ------------------------------------------------------------------------------------------ | -------- | -------- |
| 0    | 2003年2月11日 | 幻の女 吹雪の小樽に消えた赤いハイヒールの女の悲しい子守唄 木彫りの仏像に込めた贖罪の10年間 | 深沢正樹 | 雨宮望   |
| 1    | 2004年5月25日 | 小樽の海に潜む老夫婦が震えた 船火事と焦げた腕時計                                          | いずみ玲 | 山本厚   |
| 2    | 9月14日       | 小樽の海が見た喪服の女の嘘                                                                 | いずみ玲 | 山本厚   |
| 3    | 2005年3月08日 | 吹雪の原野が知るリストラに泣いた家族の転落人生!雪崩で閉じ込められた山荘の殺人劇            | 尾崎将也 | 松島哲也 |